# Lars-Börje Eriksson
Lars-Börje Eriksson (Estocolmo, 21 de octubre de 1966) es un deportista sueco que compitió en esquí alpino.
Participó en s Juegos Olímpicos de Calgary 1988, obteniendo una medalla de bronce en la prueba de supergigante.
En la Copa del Mundo consiguió dos victorias y seis podios en total.

## Palmarés internacional
| Juegos Olímpicos | Juegos Olímpicos | Juegos Olímpicos  | Juegos Olímpicos |
| Año              | Lugar            | Medalla           | Prueba           |
| ---------------- | ---------------- | ----------------- | ---------------- |
| 1988             | Calgary (Canadá) | Medalla de bronce | Supergigante     |